# John Krebs, Barão Krebs

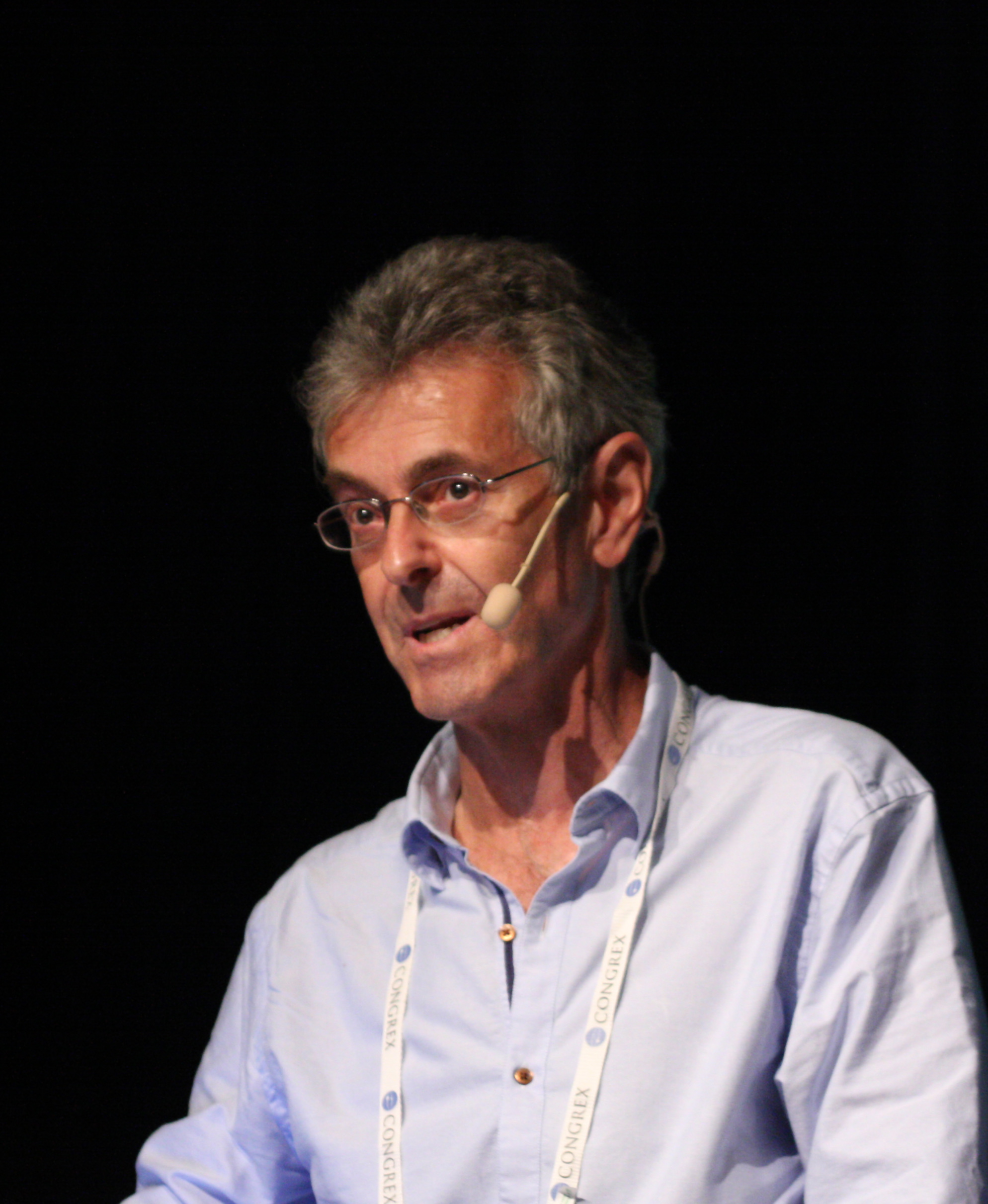
Krebs no 14^{o} Congresso de Ecologia Comportamental em Lund, Suécia

John Richard Krebs, Barão Krebs, Kt FRS (nascido em 11 de abril de 1945) é um zoólogo inglês que pesquisa no campo da ecologia comportamental de aves. Ele foi o diretor do Jesus College, Oxford, de 2005 a 2015.
 Lord Krebs foi presidente da Associação Britânica para o Avanço da Ciência de 2012 a 2013.

## Infância e educação
John Krebs é filho de Hans Adolf Krebs, o bioquímico alemão que descreveu a absorção e liberação de energia nas células (o ciclo de Krebs). Ele foi educado na City of Oxford High School e no Pembroke College, Oxford, onde obteve um diploma de bacharel em 1966, atualizado para um diploma de mestrado em 1970 e onde recebeu um diploma de DPhil em 1970.

## Carreira
Ele ocupou cargos na University of British Columbia e na University College of North Wales, antes de retornar a Oxford como Professor de Zoologia, com uma bolsa no Wolfson College, Oxford, depois em Pembroke. Ele foi eleito membro da Royal Society em 1984 e, de 1988 a 2005, ocupou uma cátedra de pesquisa da Royal Society no Departamento de Zoologia da Universidade de Oxford, onde trabalhou no Pembroke College. Ele foi o Chefe Executivo do Conselho de Pesquisa do Ambiente Natural de 1994 a 1999, e em 1999 foi nomeado cavaleiro.  De 2000 a 2005, foi o primeiro presidente da British Food Standards Agency. Em 15 de fevereiro de 2007, a Comissão de Nomeações da Câmara dos Lordes anunciou que ele se tornaria um par vitalício não partidário (cross-bench). O título de nobreza foi anunciado em 28 de março de 2007 como Baron Krebs, de Wytham, no condado de Oxfordshire.  Em 2005, Lord Krebs aceitou o cargo de diretor do Jesus College, Oxford, cargo que ocupou até 2015.
A carreira de Krebs tem sido produtiva e influente. Sua especialidade é a ornitologia. Suas publicações incluem mais de 130 artigos arbitrados, 5 livros e 130 capítulos de livros, resenhas ou peças populares. Eles introduziram novos métodos na ciência da ornitologia, incluindo o uso de modelos de otimalidade para prever o comportamento de forrageamento e, mais recentemente, técnicas da neurobiologia e da psicologia experimental para avaliar as capacidades mentais das aves e relacioná-las com regiões específicas do cérebro.
Em 2000, durante sua presidência da Food Standards Agency, Krebs criticou o movimento de alimentos orgânicos, dizendo que as pessoas que compram esses alimentos "não estavam obtendo valor pelo dinheiro, na minha opinião e na opinião da Food Standards Agency, se acham que estão comprando alimentos com qualidade nutricional extra ou segurança extra. Não temos evidências para apoiar essas alegações."
Por sua pesquisa científica e liderança, ele recebeu doutorados honorários de 16 universidades. Ele foi eleito para a American Philosophical Society em 2000.

## Palestras
Em 2005, Krebs deu a Royal Institution Christmas Lecture chamada The Truth About Food  (A Verdade Sobre a Comida).

## Publicações notáveis

### Livros
- Stephens, D. W. & Krebs, J. R. (1986) Foraging Theory. Princeton: Princeton University Press. ISBN 0-691-08442-4
- Kamil, Alan C., John R. Krebs and H. Ronald Pulliam. (1987) Foraging Behavior, Plenum Press, New York and London.
- Krebs, J. R. & Davies, N.B. (1993) An Introduction to Behavioural Ecology, 4th ed. Oxford: Blackwell ISBN 0-632-03546-3
- Krebs, J. R. & Davies, N.B., eds. (1997) Behavioural Ecology: An Evolutionary Approach, 4th ed. Oxford: Blackwell. (1st ed. 1978.) ISBN 0-86542-731-3
- Dawkins, R. & Krebs, J. R. (1978). "Animal signals: information or manipulation?", Behavioural Ecology: an evolutionary approach 1st ed. (Krebs, J. R. & Davies, N.B., eds) Blackwell: Oxford, pp 282–309.
- Krebs, J. R. and Dawkins, R. (1984). "Animal signals: mind-reading and manipulation", Behavioural Ecology: an evolutionary approach, 2nd ed (Krebs, J. R. & Davies, N.B., eds), Sinauer: pp 380–402.